# (786) Bredichina
(786) Bredichina est un astéroïde de la ceinture principale découvert le 30 mars 1914 par l'astronome allemand Franz Kaiser. Sa désignation provisoire était 1914 UO.